# Missile Girl Scoot
Missile Girl Scoot（ミサイル・ガール・スクート）は日本の5人組ミクスチャー・ロックバンドである。スカ・パンク・ロック・ヒップホップ・ミュージック・ハードコアなど、様々な要素を併せ持ったサウンドが特長だった。1994年に結成、2003年に解散するが、2015年に再結成。

## 来歴
1994年TACOSSとして結成、Missile Girl Scootの前身的バンドとなる。当初は下北沢、高円寺、三軒茶屋を主な拠点として活動。翌1995年、U-RI、JUNNが加入、女性ツインボーカル体制となる。
1998年11月に渋谷のライブハウス・サイクロンでのライブから、Missile Girl Scootと改名。1999年3月、東芝EMIよりシングル『Fake sista ain't shit!』でメジャー・デビュー。同年3月19日サウスバイサウスウェスト（テキサス）出演。同年7月30日、フジロックフェスティバルのリーバイス NEW STAGEで出演（翌2000年にはRED MARQUEEで出演）、同年9月17日・9月18日に行われたDragon Ashの企画・主催によるイベント『TMC（Total Music Communication）』にも出演する。
2000年には韓国・釜山で行われた『釜山ロックフェスティバル』にも出演、韓国デビューも果たす。同年、SUICIDAL TENDENCIES Presents "Bullenium Party"に出演。翌2001年、一時活動を休止。
2003年1月16日にベスト・アルバム『HAPPY&SONG-MGS Singles Best-』をリリース（この2曲目に収録された『BIG MOUSE』には東京スカパラダイスオーケストラがゲスト参加）、して復帰したが、その1月のライブで解散を発表。理由はYOSUKEがドラム演奏も困難になったほどの椎間板ヘルニアの治療のため。同年3月22日、赤坂BLITZでのライブを最後に解散。このライブには東京スカパラダイスオーケストラもゲスト出演した。
2015年7月に宇頭巻主催、巻祭～classical chaos～ 渋谷GAMEにて再結成。共演はUZMK、SHAKALABBITS、BAT CAVE、BOMB FACTORY等。

## メンバー
- U-RI（ボーカル）

解散後はNIAを結成
- JUNN（ボーカル）

解散後はDELTABUSHを結成
- GAK（ギター）

解散後はDELTABUSHを結成
- KEITA（ベース）
- YOSUKE（ドラム）

## ディスコグラフィー

### シングル
1. Fake sista ain't shit!（1999年3月25日）
2. NO NEEDS（1999年7月28日）
3. ONE TRACK MIND（1999年12月8日）
4. NO SWEAT（2000年10月12日）
5. KKP CONNECTIONS（2001年2月16日）
6. HAPPY&SONG（2003年2月5日）

### アルバム
ミニ・アルバム
1. Let's go to the Beach+Yanny（1998年/2000年6月9日）

フル・アルバム
1. FIESTA!（2000年2月9日）
2. 突進（2000年10月10日）EMI KOREAよりリリース
3. Wonderland（2001年3月7日）
4. MISSILE GIRL SCOOT（2003年2月26日）

ベスト・アルバム
1. HAPPY&SONG-MGS Singles Best-（2003年1月16日）

ライブ・アルバム
1. HAPPY & SONG-Live in Shibuya-（2003年3月12日）
2. MAKING THE ROAD TO HEAVEN -MISSILE GIRL SCOOT TOUR FINAL-（2003年4月25日）

### DVD
1. MISSILE GIRL SCOOT HAPPY&SONG-MGS SINGLES BEST（2003年3月5日）

## タイアップ一覧
映画『美脚迷路』（2001年）に使用された楽曲は、アルバム「FIESTA!」を参照。
| 使用年 | 曲名       | タイアップ                                                       |
| ------ | ---------- | ---------------------------------------------------------------- |
| 2000年 | Intro      | 東芝「東芝乾電池アルカリ1」CMソング                              |
| 2000年 | NO SWEAT   | テレビ東京系『ダンシン!』エンディングテーマ                      |
| 2002年 | HAPPY&SONG | TBS系列系『ランク王国』2002年12月・2003年1月度エンディングテーマ |